# 黎庶昌
黎庶昌（1837年9月14日—1898年1月8日），字蒓齋，貴州遵義沙灘人。清朝外交官。

## 生平[1]
六歲喪父，體弱多疾，早年從鄭珍學習，寒暑不怠。同治元年（1862年），上書論政，二十一歲為府學廩貢生，得授知縣。同治九年（1870年）署吳江縣，次年調署青浦縣。後入曾國藩幕，師法桐城派，自称“雅不欲以文士自期”，與張裕釗、吳汝綸、薛福成同為“曾門四弟子”。羅文彬评其文:“特有奇气。虽大旨远祖桐城，近宗湘乡，而不规规一格。”王闿运致黎庶昌的信中说：“节下蝉翼轩冕，一意立言，真人豪也。”
光绪二年（1876年），随郭嵩焘出使欧洲，写成《西洋杂志》一书。光绪七年，出使日本，在日本期间，搜罗典籍，刻成《古逸叢書》共二十六種、計200卷，內含《玉篇》、《文馆词林》、《太平寰宇记补阙》等軼書，每書分撰解題，述其源流，考其版本，並以高級紙張印刷。光绪十六年任滿歸國，离任时，日人送行塞巷盈途，饯行至数百里外。終官川東兵備道，以疾返里。光緒二十三年（1897年）十二月二十日卒於沙灘。

## 著作
- 《拙尊园丛稿》6卷
- 《丁亥入都记程》2卷
- 《西洋雜志》8卷

## 延伸阅读
[在维基数据编辑]
 《清史稿·卷446》，出自趙爾巽《清史稿》
 在维基共享资源阅览影像